# St. Jakobus major (Aufham)

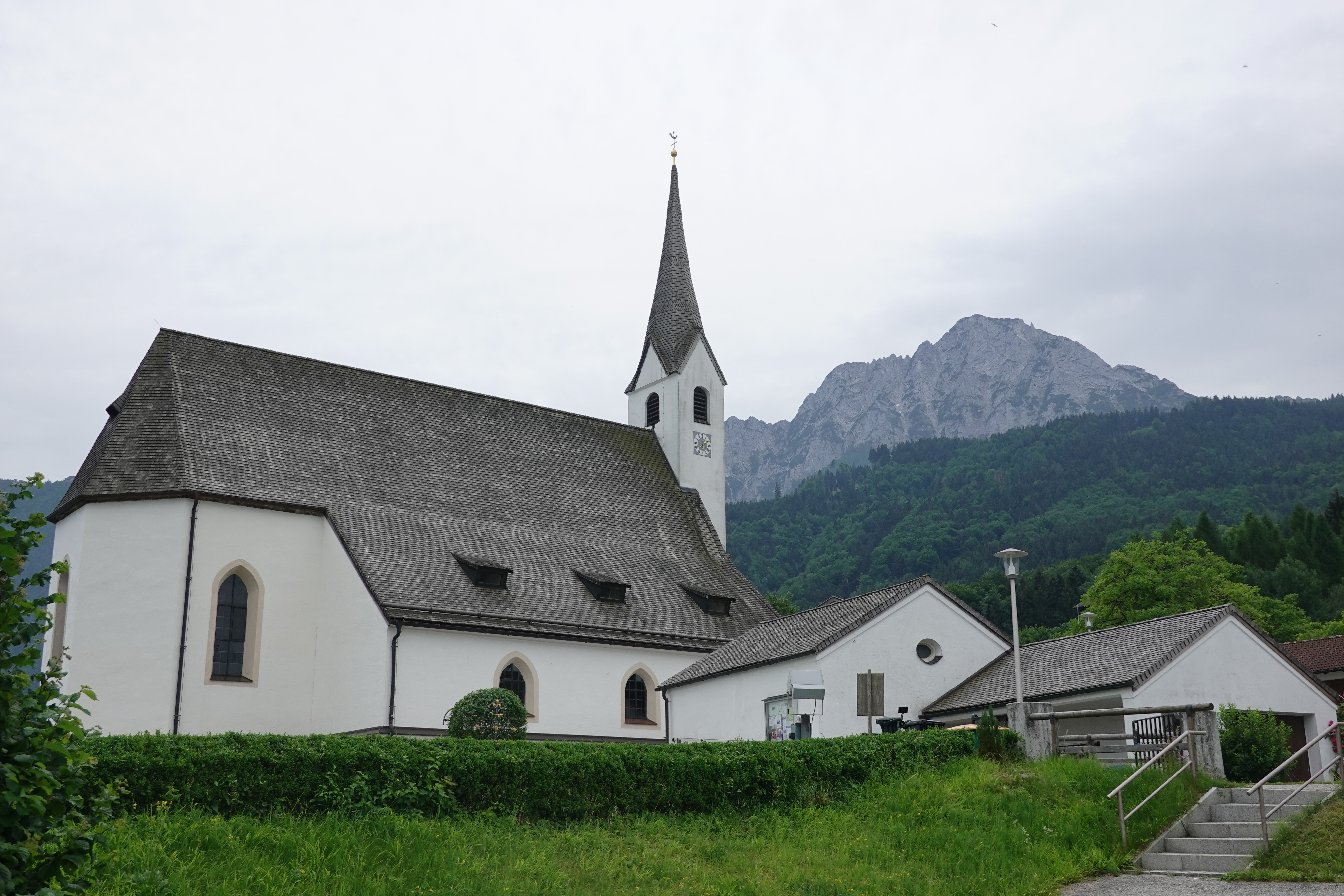
St. Jakobus major in Aufham

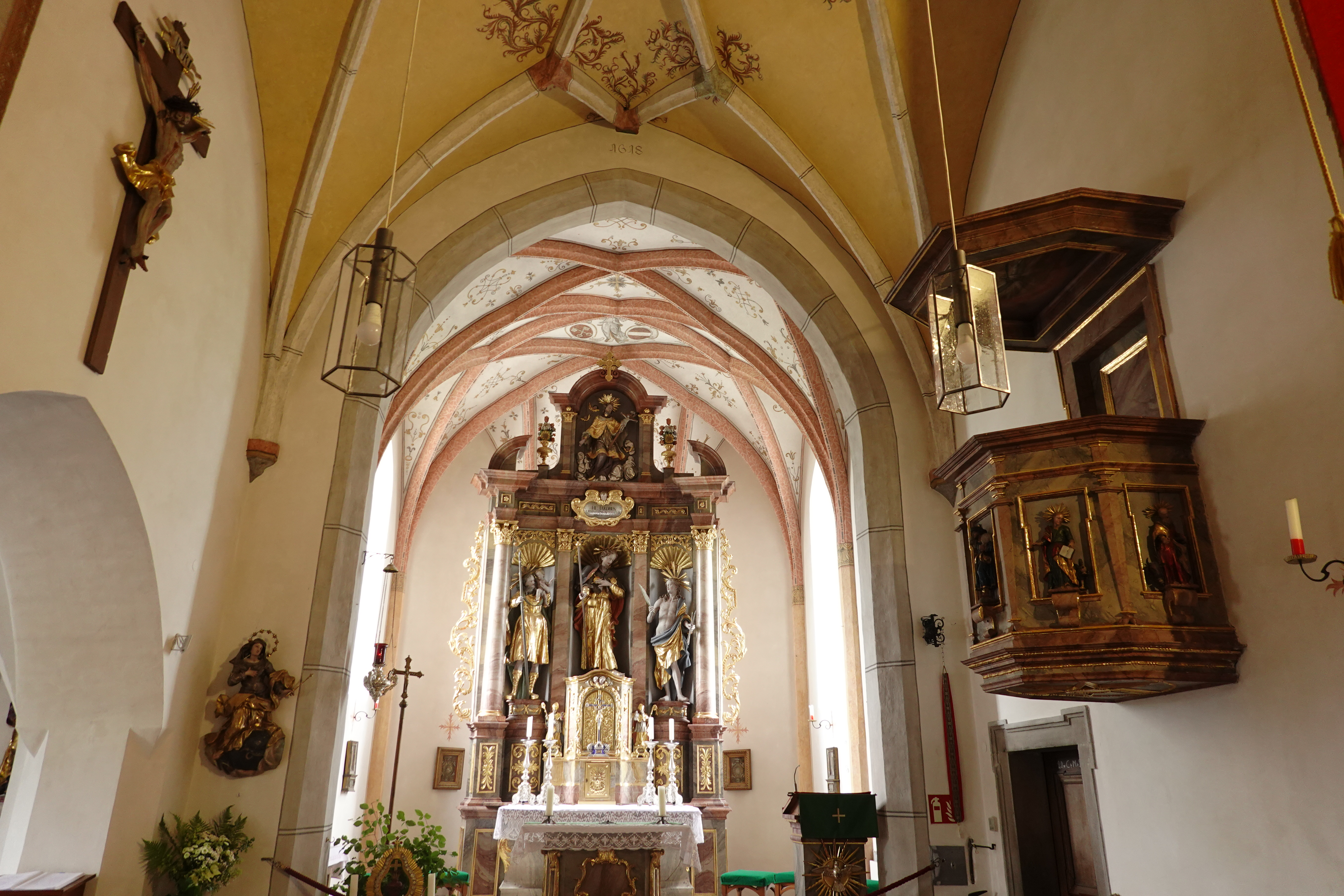
Hochaltar

Die römisch-katholische Pfarrkirche St. Jakobus major, die das Patrozinium von Jakobus dem Älteren trägt, gehört innerhalb des Erzbistums München und Freising zum Dekanat Berchtesgadener Land. Sie steht in Aufham, einem Gemeindeteil von Anger im oberbayerischen Landkreis Berchtesgadener Land.

## Beschreibung
Die spätgotische Saalkirche wurde im 15. Jahrhundert anstelle des Vorgängerbaus von 1312 erbaut. Sie besteht aus einem Langhaus, einem dreiseitig geschlossenen Chor im Osten und einem Kirchturm im Westen, dessen mit einem spitzen Helm abschließendes oberstes Geschoss den Glockenstuhl mit zwei Kirchenglocken enthält. 1930 wurde an die Nordwand des Langhauses ein Seitenschiff angebaut. 
Der Innenraum des Langhauses hat drei Joche, die durch Netzgewölbe überspannt sind. In Nischen des um 1710 gefertigten Hochaltars stehen die Statuen des Jakobus des Älteren, des heiligen Sebastians und des Christophorus. Im Langhaus befindet sich ein Gemälde über die Fußwaschung. Die Orgel erbaute 2000 Jens Steinhoff.
Das Bauwerk ist beim Bayerischen Landesamt für Denkmalpflege in der Liste der Baudenkmäler in Aufham unter der Nr. D-1-72-112-23 eingetragen.